# Església Ortodoxa Polonesa
L'Església Autocèfala de Polònia, més coneguda com a Església Ortodoxa Polonesa és una de les Esglésies Ortodoxes Orientals en comunió completa. L'Església s'establí el 1924 per a incloure els cristians ortodoxos d'ascendència polonesa, ucraïnesa i belarussa de la regió oriental del país, quan Polònia aconseguí la seua independència després de la Primera Guerra Mundial.
La fundació de l'Església fou conseqüència dels resultats del Tractat de Riga que incorporava grans porcions de territori que pertanyien a l'imperi Rus a la Segona República Polonesa. L'Ortodòxia de l'est era la religió dominant de les regions belarusses i ucraïneses. La pèrdua d'un enllaç eclesiàstic, atesa la persecució de l'Església Ortodoxa Russa a la Unió Soviètica deixà el clergat local en crisi, i el 1924, el Patriarcat Ecumènic prengué el control de l'establiment d'esglésies autònomes als territoris dels nou estats que formaven part parcialment o totalment de l'antic Imperi Rus (a Finlàndia, els Estats Bàltics i Polònia).
Durant el període d'entre guerres, les autoritats poloneses imposaren restriccions severes sobre l'Església i el seu clergat. Moltes esglésies, entre les quals, la Catedral d'Alexander Nevsky a Varsòvia, foren destruïdes. A Volyhnia un total de 190 esglésies ortodoxes foren destruïdes i 150 altres esglésies foren convertides al catolicisme.
Després de la Segona Guerra Mundial, la major part dels territoris ètnicament belarussos i ucraïnesos foren annexats per la Unió Soviètica, agrupant el 80% de les parròquies i les congregacions de l'Església Ortodoxa Polonesa. Aquestes parròquies foren reunificades en el Patriarcat de Moscou que fou reinstaurat fa poc. Les parròquies que es troben al territori polonés actual, tanmateix, romangueren com a part de l'Església Ortodoxa Polonesa, incloent-hi la majoria dels territoris orientals al voltant de Chelm i Byalystok.